# 近似差错
近似差错（英文：near miss），又称为迹近错失、迹近错误、几近错误、几近错失，甚至称为未遂过失、未遂事故、虚惊事件、近失、或险失，在医学领域，是指在医疗保健服务的过程中，意外发生了错误或不良事件，通过有意或无意的干预，并没有对病人造成损害，疾病或造成其他损失，但是事实上却存在这种可能。
近似差错属于一种潜在的差错，可指医疗、工程、社会安全等领域几近造成危害的事件。